# Freie Variable und gebundene Variable
In der Mathematik und Logik bezeichnet man eine Variable als in einer mathematischen Formel frei vorkommend, wenn sie in dieser Formel an mindestens einer Stelle nicht im Bereich eines Operators auftritt. Sind hingegen alle Vorkommen der Variable innerhalb der Formel an Operatoren gebunden, bezeichnet man die Variable als in dieser Formel gebunden. Eine Formel ohne freie Variablen wird geschlossene Formel, eine Formel mit mindestens einer freien Variablen wird offene Formel genannt.
Zum Beispiel ist in der Prädikatenlogik eine Individuenvariable in einer prädikatenlogischen Formel frei, wenn sie in dieser Formel an wenigstens einer Stelle unquantifiziert (also nicht im Bereich eines Quantors zu dieser Variable) vorkommt. Eine mit einem Quantor ({\displaystyle \forall } oder {\displaystyle \exists }) und nur innerhalb seines Bindungsbereichs verwendete Variable heißt gebunden. In der Prädikatenlogik wird eine geschlossene Formel, das heißt eine Formel ohne freie Variablen, auch Aussage oder Satz genannt; eine offene Formel, das heißt eine Formel mit freien Variablen, wird auch Aussageform genannt.
Ein und dieselbe Variable kann in einer Formel sowohl freie als auch gebundene Vorkommen haben. Die Kenntnis von freien und gebundenen Variablen wird zum Beispiel für die Bereinigung von Formeln benötigt.
Gebundene Variablen kommen stets bei der Notation von Klassen und Mengen vor, die in der Mathematik überall gebraucht werden. Ebenso kommen sie vor beim Lambda-Kalkül und bei Ausdrücken mit einer gebundenen Integrationsvariable oder Summationsvariablen sowie bei Kennzeichnungen.

## Beispiele
- In der (geschlossenen) Formel {\displaystyle \forall xP(x)} ist die Variable {\displaystyle x} gebunden und nicht frei.
- In der (geschlossenen) Formel {\displaystyle \exists x(P(x)\lor Q(x))} ist die Variable {\displaystyle x} gebunden und nicht frei.
- In der (offenen) Formel {\displaystyle (\forall xP(x))\land Q(x)} kommt die Variable {\displaystyle x} sowohl gebunden als auch frei vor: Gebunden ist ihr Vorkommen in der Teilformel {\displaystyle \forall xP(x)}, frei ist ihr Vorkommen in der Teilformel {\displaystyle Q(x)}, auf die sich der Allquantor nicht mehr erstreckt.
- In der (offenen) Formel {\displaystyle \forall x(P(x)\land Q(x,y))} ist {\displaystyle x} gebunden und {\displaystyle y} ist frei.
- In der Formel für die Klasse {\displaystyle \{x\mid A(x)\}} ist die Variable {\displaystyle x} gebunden und nicht frei.
- In der Formel für die Potenzmenge {\displaystyle {\mathcal {P}}a=\{x\mid x\subseteq a\}} ist die Variable {\displaystyle x} gebunden und {\displaystyle \,a} frei.
- Bei der Kennzeichnung {\displaystyle \iota xF(x)}, zu lesen als: „dasjenige {\displaystyle x}, für das {\displaystyle F(x)} gilt“ (Eindeutigkeit vorausgesetzt).

## Weitere Begriffe
- Gebundene Umbenennung: Eine durch einen Quantor gebundene Variable kann durch eine andere (vorher nicht vorkommende) ersetzt werden, wobei eine logisch äquivalente Formel entsteht. Beispiel: Aus {\displaystyle \forall xP(x)\land Q(x,y)} entsteht durch gebundene Umbenennung die Formel {\displaystyle \forall zP(z)\land Q(x,y)}.
- Vollfreie Variable: Eine freie Variable ohne gebundenes Vorkommen nennt man auch vollfrei. Durch gebundene Umbenennung kann man jede Formel in eine logisch äquivalente umformen, in der alle freien Variablen tatsächlich vollfrei sind.

## Mathematische Notationen mit gebundenen Variablen
In den folgenden mathematischen Notationen (und vielen weiteren) wird eine gebundene Variable verwendet: 
| {\displaystyle \sum _{i=1}^{n}a_{i}}             | (Summe endlich vieler Werte)                                   | {\displaystyle i} ist gebunden, {\displaystyle n} und {\displaystyle a} sind frei                    |
| {\displaystyle \int _{a}^{b}f(x)\,\mathrm {d} x} | (Bestimmtes Integral)                                          | {\displaystyle x} ist gebunden, {\displaystyle a}, {\displaystyle b} und {\displaystyle f} sind frei |
| {\displaystyle \lim _{n\to \infty }a_{n}}        | (Grenzwert einer unendlichen Folge)                            | {\displaystyle n} ist gebunden, {\displaystyle a} ist frei                                           |
| {\displaystyle \lim _{x\to x_{0}}f(x)}           | (Grenzwert einer Funktion an der Stelle {\displaystyle x_{0}}) | {\displaystyle x} ist gebunden, {\displaystyle x_{0}} und {\displaystyle f} sind frei                |